# عطر (مسلسل)

## البطولة
فاطمة الحوسني بدور لطيفة
علي السبع بدور أبو ثامر
فاطمة عبد الرحيم بدور عبير
سناء بكر يونس بدور 
ريم عبد الله بدور رحمة
وفاء مكي بدور ندى
علي القرزعي بدور فارس
عبد العزيز المليفي